# 山鹿市立米野岳中学校
山鹿市立米野岳中学校（やまがしりつめのだけちゅうがっこう）は、熊本県山鹿市鹿央町岩原にある公立の中学校。

## 概要
歴史
1947年（昭和22年）の学制改革の際に新制中学校として創立。当初、鹿本郡3村（米野岳・千田・米田）が学校組合を組織して中学校を創立。現校名になったのは2005年（平成17年）。2022年（令和4年）には創立75周年を迎えた。
校訓
「我当に 我が為すべきことを行う 我総てに克つ」
校章
桜と梅の花弁を合わせたものを背景にして、中央に「中」の文字を配している。
校歌
作詞は山口白陽、作曲は梅沢信一による。歌詞は3番まであり、1番の歌詞中に校名の「米野岳」が登場する。
通学区域
山鹿市立めのだけ小学校区

## 沿革
- 1947年（昭和22年）4月 - 学制改革（六・三制の実施）により、以下の新制中学校が創立。
  - 「鹿本郡米野岳村外二ヶ村中学校組合立 米野岳中学校」（3村（米野岳・千田・米田））
  - 「山内村立山内中学校」
- 1949年（昭和24年）
  - 3月25日 - 山内村立山内中学校を統合。
    - 「鹿本郡米野岳村外三ヶ村中学校組合立 米野岳中学校」と改称。
    - 4村（米野岳・千田・米田・山内）

  - 4月1日 - 山内分校を設置。
  - 9月1日 - 山内分校を廃止。
- 1954年（昭和29年）4月1日 - 米田村が山鹿市と合併。
  - 「米野岳村一市二ヶ村中学校組合立 米野岳中学校」と改称。
  - 1市（山鹿）および3村（米野岳・千田・山内）
- 1955年（昭和30年）7月1日 - 3村（山内・米野岳・千田）の合併で「鹿央村」が発足。
  - 「鹿本郡鹿央村山鹿市中学校組合立 米野岳中学校」に改称。
  - 1市（山鹿）および1村（鹿央）
- 1965年（昭和40年）11月1日 - 町制施行により、「鹿央町」が発足。
  - 「鹿本郡鹿央町山鹿市中学校組合立 米野岳中学校」と改称。
  - 1市（山鹿）および1町（鹿央）
- 2005年（平成17年）1月15日 - 山鹿市と合併。
  - 「山鹿市立米野岳中学校」（現校名）と改称。中学校組合を解消。

## 交通アクセス
最寄りのバス停留所
- 九州産交バス 「県立装飾古墳館入口」停留所

最寄りの幹線道路
- 熊本県道55号山鹿植木線

## 周辺
- 熊本県立装飾古墳館
- 岩原八幡宮
- 八坂神社
- 豊前街道 うらやま坂
- 鬼塚古墳
- 岩原川